# Ванеева, Людмила Антоновна
Людмила Антоновна Ванеева (род. 5 сентября 1936, село Картун, Приморский край) — юрист, специалист по гражданскому праву и проблемам прав человека; выпускница Дальневосточного государственного университета (1961), доктор юридических наук с диссертацией о реализации конституционных прав граждан СССР (1988); профессор и заведующая кафедрой правосудия и прокурорского надзора ДГУ.

## Биография
Людмила Антоновна Ванеева родилась 5 сентября 1936 года в селе Вострецово Приморского края.
- 1961 год — окончила историко-правовой факультет ДВГУ.
- 1971 год — окончила аспирантуру ЛГУ, защитила кандидатскую диссертацию.
- С 1961 года — на преподавательской работе в ДВГУ.
- 1989 год — защита докторской диссертации.
- С 1990 года — заведующая кафедрой правосудия и прокурорского надзора юридического института ДВГУ.

## Работы
Людмила Ванеева является автором и соавтором более 100 научных публикаций, включая несколько монографий; она специализируется, в основном, на правовых вопросах, связанных с правами человека в гражданском процессе:
- «Судебное познание в советском гражданском процессе». Учебное пособие (Владивосток, 1972);
- «Гражданские процессуальные правоотношения». Учебное пособие (Владивосток, 1974);
- «Особенности рассмотрения судом дел о расторжении брака». Учебное пособие (Владивосток, 1975);
- «Реализация конституционного права граждан СССР на судебную защиту в гражданском судопроизводстве» (Владивосток, 1988).
- Актуальные проблемы государства и права на рубеже веков : Материалы Межвуз. науч. конф., посвящ. 40-летию Юрид. фак. ДВГУ (28 сент.- 2 окт. 1998 г.) / Редкол.: Л. А. Ванеева, д. ю. н., проф. и др. — Владивосток : Изд-во Дальневост. ун-та, 1998. — 449 с.; 20 см; ISBN 5-7444-0922-X.